# Colegio Nacional de Buenos Aires

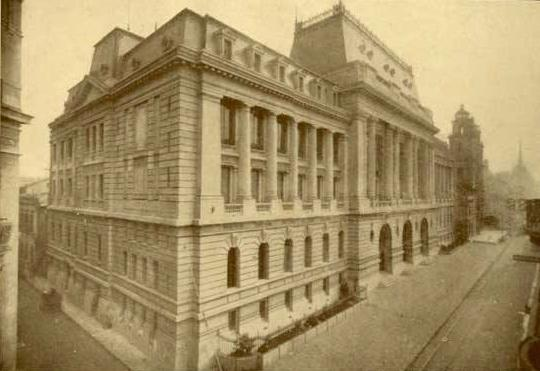
Vue sur la façade principale achevée, vers 1920.

Le Colegio Nacional de Buenos Aires (en abrégé CNBA) est un établissement d’enseignement secondaire d’élite, situé à Buenos Aires en Argentine, et rattaché, au même titre que l’École supérieure de commerce Carlos Pellegrini et l’Institut libre d’enseignement secondaire, à l’université de Buenos Aires. 
Fondé en 1661 par l’administration espagnole comme collège jésuite sous le nom de Collège royal Saint-Charles, il connut après la révolution de Mai, au gré des régimes politiques successifs, plusieurs changements d’orientation idéologique (et concomitamment de dénomination) et quelques avatars architecturaux, sans remettre en cause, aux yeux des Argentins, la rémanence de cette institution qui fonctionna comme une pépinière de personnalités illustres, dont quatre présidents de la république. 
La Manzana de las Luces, l’îlot urbain où se trouve l’établissement, a été classé monument historique en 1943.

## Localisation
Le Colegio Nacional de Buenos Aires a son siège au no 263 de la calle Bolívar, dans la ville autonome de Buenos Aires, en Argentine. C’est l’un des bâtiments d’un antique îlot urbain, dit Manzana de las Luces (manzana = pomme au sens premier, et, par extension, îlot, pâté de maisons), sis dans le quartier de Monserrat, en plein centre historique de la ville, à seulement 200 mètres de l’emblématique place de Mai (Plaza de Mayo).

## Histoire

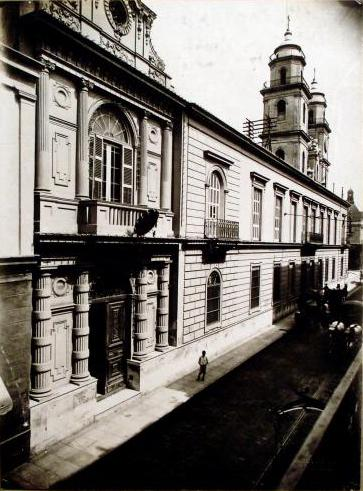
L'ancien édifice du collège des jésuites.

Au même emplacement où se dresse aujourd’hui le Colegio Nacional s’étaient auparavant succédé, à partir du XVIIe siècle une série d’autres institutions scolaires. L’on tend, y compris au collège lui-même, à les considérer toutes comme une seule et même institution, ayant simplement changé de mains ou subi une réorientation idéologique ou métamorphose architecturale. 
En 1654, le cabildo de Buenos Aires confia à l’Ordre jésuite le soin de l’enseignement des jeunes gens. Ainsi les Jésuites s’établirent-ils en 1661 dans l’îlot délimité par les actuelles rues Bolívar, Moreno, Perú et Alsina, et auquel sera ensuite donné le nom de Manzana de las Luces.
Les Jésuites furent expulsés d'Espagne et de ses colonies en 1767, et le vice-roi Juan José de Vértiz y Salcedo reprit la direction de l'institution jésuite pour en faire le Real Colegio de San Carlos (soit Collège royal Saint-Charles, ou Colegio Carolino), où firent leurs études, sous la direction du prêtre et juriste Juan Baltazar Maziel, plusieurs grandes figures politiques de la prime histoire de l’Argentine, comme Manuel Belgrano, Cornelio Saavedra, Mariano Moreno, Martín Rodríguez, Bernardino Rivadavia, Manuel Dorrego, Bernardo de Monteagudo, et Juan Martín de Pueyrredón. Ce dernier, Directeur suprême des Provinces-Unies du Río de la Plata, réorganisa plus tard le collège en le rebaptisant Colegio Unión del Sud (ou Colegio de la Unión), où Justo José de Urquiza poursuivra des études, puis Rivadavia, gouverneur de Buenos Aires, le remodela à son tour en Colegio de Ciencias Morales, que fréquenteront Esteban Echeverría et Juan Bautista Alberdi. Le futur président Domingo Faustino Sarmiento échoua à s’y faire inscrire.
Après l’unification argentine, le président Bartolomé Mitre, conjointement avec José Eusebio Agüero, créa, en 1863, dans le même lieu, le Colegio Nacional de Buenos Aires (litt. Collège national de Buenos Aires), élément clef de sa politique tendant à intégrer portègnes et provinciaux. Le collège eut parmi ses proviseurs (rectores) e.a. le même Agüero puis, à la mort de celui-ci, Amédée Jacques. En 1911, le collège fut incorporé à l’université de Buenos Aires, et eut pour élèves les deux premiers prix Nobel argentins, Bernardo Houssay (Nobel de médecine en 1947) et Carlos Saavedra Lamas(Nobel de la paix en 1936), et quatre présidents de la république argentine, Agustín Pedro Justo, Carlos Pellegrini, Marcelo Torcuato de Alvear, et Roque Sáenz Peña.
À partir de 1955, à la suite de la réforme universitaire, le Collège retrouva sa fonction d’école-pilote expérimentale. Il admit désormais la gent féminine, élèves et enseignantes ; les premières jeunes filles s’inscrivirent en 1959 et passèrent les épreuves en 1964. Nombre des expériences et innovations du collège, qui reste l’un des établissements scolaires les plus prestigieux d’Argentine, ont depuis été adoptées par d’autres écoles secondaires affiliées à d’autres universités nationales dans le pays.

## Époque contemporaine

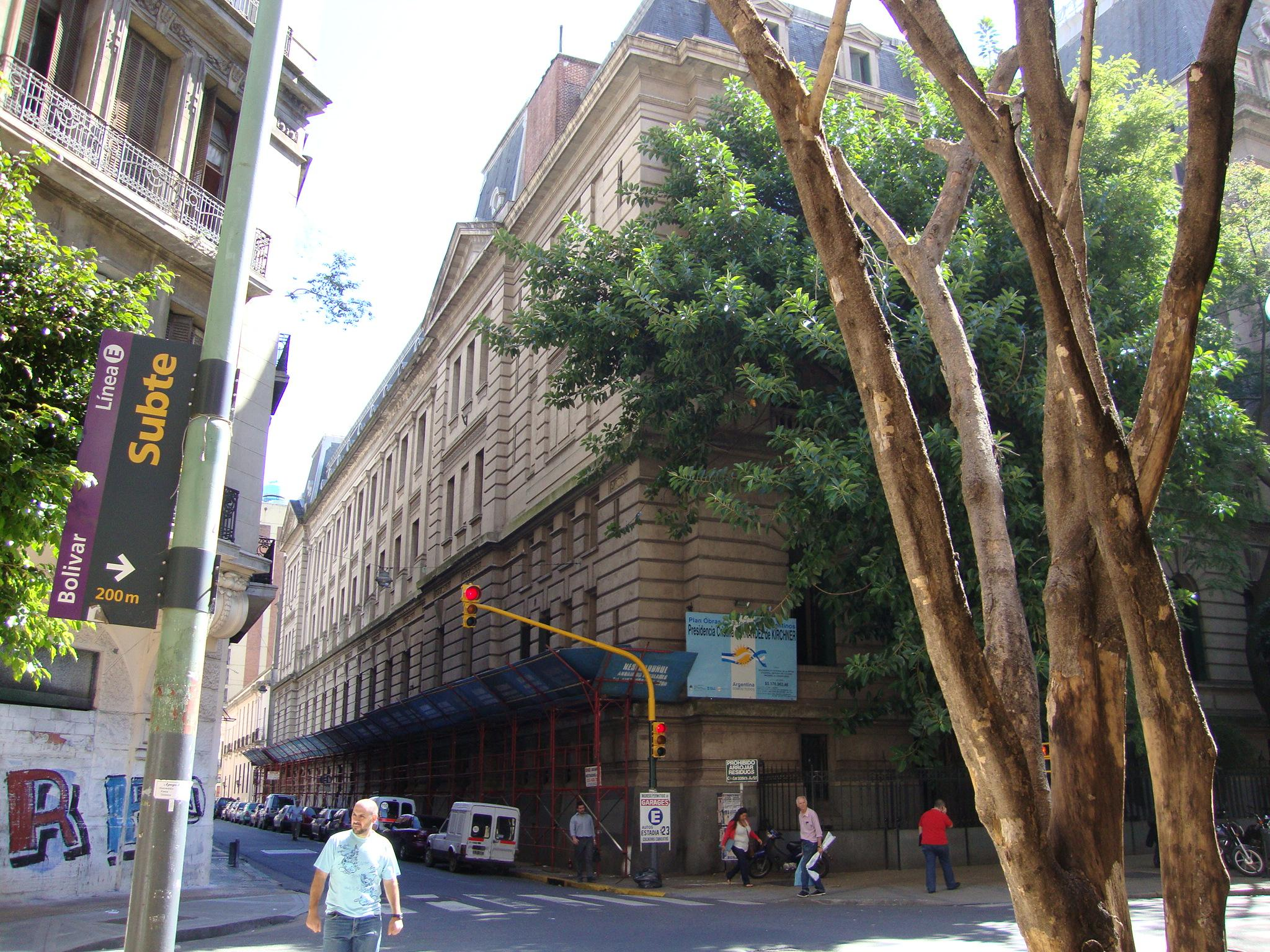
Vue de la façade latérale du bâtiment (donnant sur la rue Moreno) durant les travaux de ravalement.

Le Collège national de Buenos Aires compte quelque 2000 élèves (année 2008). Le plan d’études s’efforce de mêler humanités et sciences, et de réaliser une synthèse entre tradition et modernité. La sixième année orientée présente des équivalences avec le dénommé Ciclo Básico Común (litt. Cycle commun de base), première année universitaire commune à tous les cursus de toutes les universités argentines.
À l’heure actuelle, ceux qui désirent s’inscrire au collège sont tenus de passer d’abord par un cours d’entrée (curso de ingreso) parallèlement à la septième année de l’enseignement primaire, cours destiné à vérifier si les futurs condisciples s’accordent suffisamment entre eux. Des classes sont ainsi données tous les samedis, et les élèves subissent ensuite trois examens d’espagnol, trois de mathématiques, deux d’histoire et deux de géographie.
Le collège possède la quatrième bibliothèque par la taille de toute la ville de Buenos Aires, ainsi qu'un observatoire astronomique équipé d’un télescope, une station de radioamateur, et permet de pratiquer nombre d’activités en marge du cursus, telles que leçons de piano, jeu d’échecs, entraînement en mathématiques, cours d’histoire du cinéma, apprentissage de langues anciennes ou vivantes (grec ancien, français, allemand, japonais), navigation à voile, aïkido, etc. Sont à signaler en outre une salle de projection de plus de deux cents places, une piscine, une salle de tir (non utilisée actuellement), des ateliers de sciences, d’arts plastiques et de géographie, et un salon d’informatique.
La qualité de l’école est attestée statistiquement par le taux de réussite atteint dans les universités par ses anciens diplômés, par les importantes distinctions nationales et internationales obtenues par les élèves, notamment aux Olympiades internationales d'informatique de 1990 en Biélorussie, aux Olympiades ibéroaméricaines de mathématiques de 1990 à Valladolid, aux Olympiades internationales de chimie à Moscou en 2007, aux Olympiades ibéroaméricaines de physique en 2007, par le prix Borges de poésie décroché en 1991, de même que par l’obtention de bourses de l’Institut scientifique Weizmann en 1991 et 1992, et par la participation d’élèves du collège au projet MEDRACO de la NASA, entre autres.

## Édifice

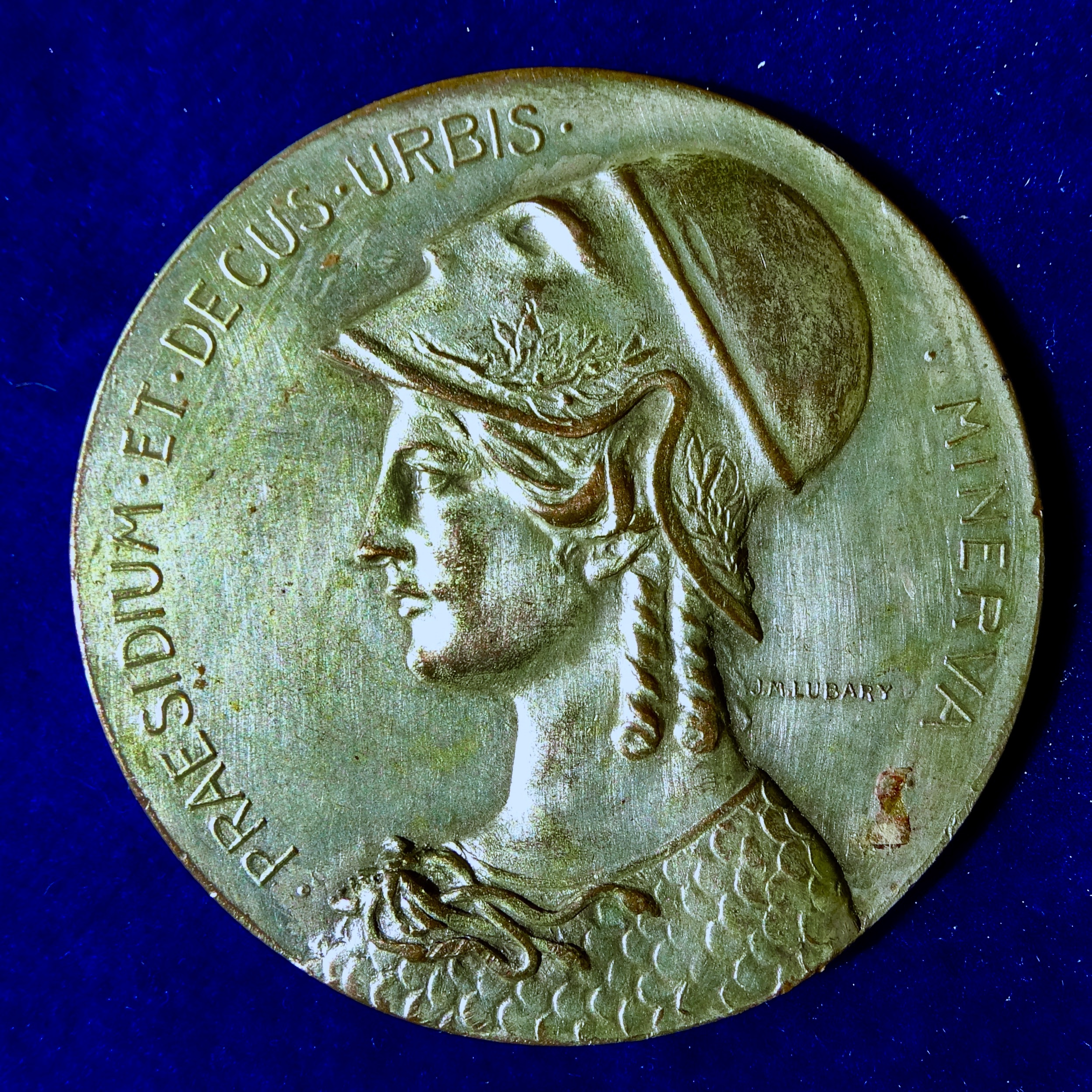
Portrait de Minerve dans l'Art Nouveau médaille 1910 de la première pierre, avers

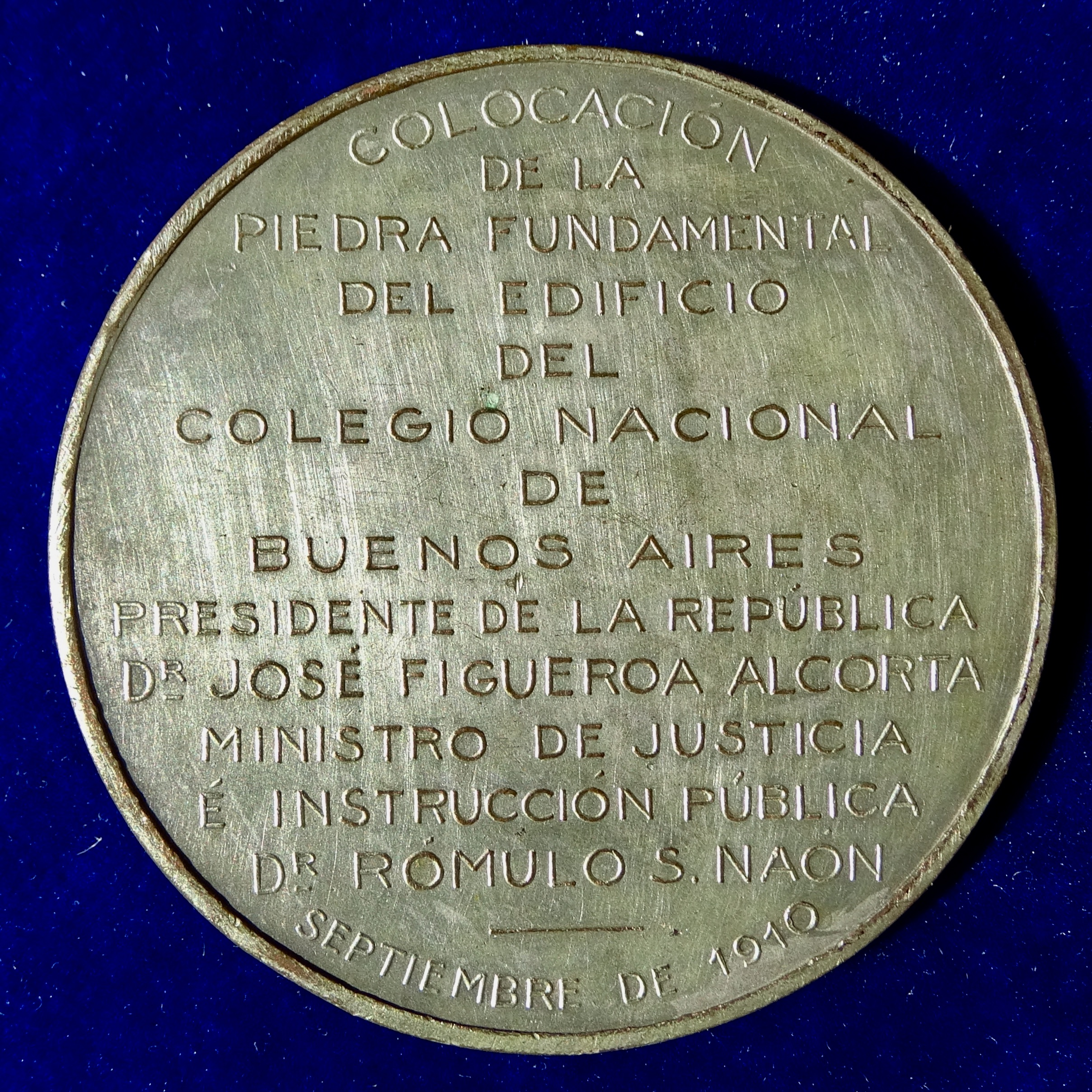
Le départ des travaux au revers de la médaille commémorative de Jorge Maria Lubary

Le bâtiment actuel du CNBA, avec ses 9 826 m2 de surface couverte (sans compter les extensions ultérieures), fut conçu vers 1910 par l’architecte français Norbert Maillart, lequel avait déjà auparavant livré les plans de l’hôtel central des Postes et du palais de justice de Buenos Aires. En 1908, un concours public avait été organisé en vue de la construction d’un nouveau siège central pour l’université de Buenos Aires et pour le Collège national, dans le cadre d’un projet qui devait occuper la Manzana de las Luces tout entière, y compris l’emplacement des antiques bâtiments coloniaux de la rue du Pérou (calle Perú) ; à ce titre, c'est-à-dire donc pour un projet beaucoup plus vaste et plus ambitieux que le bâtiment actuel, le choix était tombé sur le projet de l’architecte Gino Aloisi, mais le plan ne fut finalement pas mis en œuvre.
En septembre 1910, le président José Figueroa Alcorta et son ministre de la Justice et de l’Instruction publique Rómulo Sebastián Naón posèrent la première pierre du nouvel édifice conçu par Maillart, donnant le signal de départ des travaux, dont se chargea d’abord la firme Zacarías Marioni, Hno. y Compañía, dont le contrat fut cependant révoqué l’année suivante, puis la firme Vinent, Maupas y Jáuregui, jusqu’à ce que finalement l’exécution du projet fût confiée en 1915 à GEOPÉ, filiale argentine de l’entreprise allemande Philipp Holzmann.

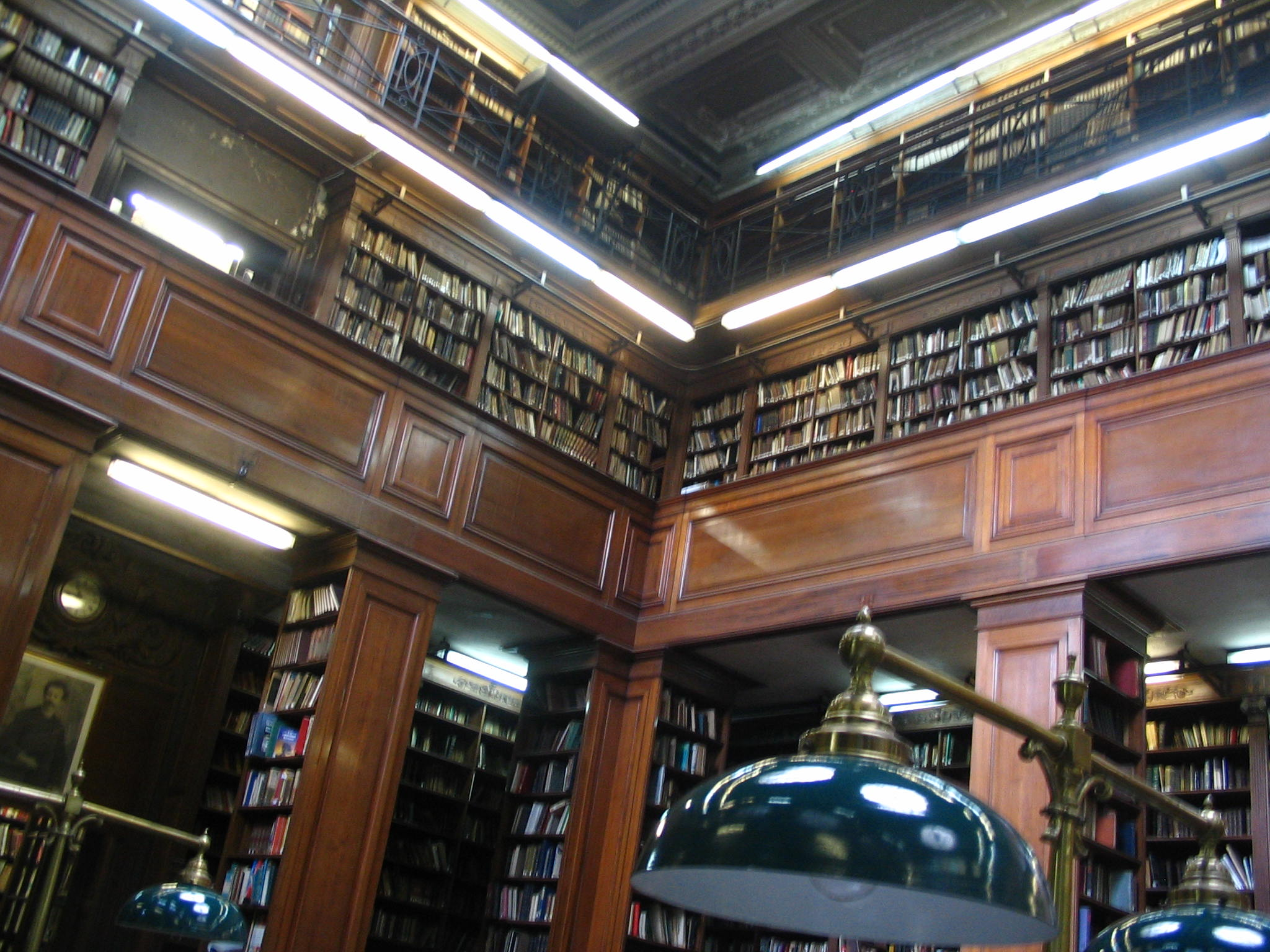
La bibliothèque est la quatrième par la taille de la ville de Buenos Aires.

L’édification du bâtiment se déroula en deux étapes : d’abord la façade principale donnant sur la rue Bolívar (rue orientée nord-sud), avec la bibliothèque, le provisorerie et les bureaux de la cour Bolívar, ensuite seulement les trois cours intérieures (couvertes de toits de verre) parallèles à la rue Moreno (orientée est-ouest), de sorte que pendant tout un temps coexistaient l’ancien bâtiment jésuitique et la nouvelle construction de style français néoclassique. En 1929, le bâtiment du Colegio Nacional avait déjà coûté 4 672 521 pesos argentins, alors que manquait cependant encore une part importante de l’ouvrage. Le nouveau collège entièrement achevé ne devait être inauguré qu’en mai 1938 par le président Roberto Marcelino Ortiz.
L’édifice, d’une ordonnance parfaitement symétrique, où prédomine le style architectural Beaux-Arts parisien, se signale par sa monumentalité déterminée en particulier par le péristyle de l’imposante façade principale, les arcades de l’entrée, les lucarnes du toit, et, à l’intérieur, par l’escalier de marbre bordé de bustes des anciens proviseurs et par les amples vestibules surmontés de hauts plafonds. Le bâtiment ayant deux mitoyennetés et ne présentant donc que deux façades libres (orientées vers le sud et l’est), l’architecte Maillart fut obligé de créer des cours intérieures pour ventiler et pourvoir de lumière les vestibules des faces nord et ouest.
Le bâtiment comporte trois niveaux, non compris le semi-souterrain et le comble mansardé de la rue Bolívar, qui sert de dépôt. Par l’entrée principale de la rue Bolívar l’on pénètre dans un vaste vestibule de grande hauteur, et de là à un ample couloir bordé de colonnes conduisant à deux escaliers d’honneur symétriques en marbre blanc, à plafond rouge, lesquels mènent au premier étage, où se situent, d’une part, le grand auditorium dit Aula Magna, inspiré de la salle principale du palais Garnier de Paris, et pourvu d’un orgue de 3600 tuyaux (le plus grand de la ville), et d’autre part, la bibliothèque, dotée de plus de cent mille volumes, et dont la collection de périodiques est la plus fournie d’Argentine en publications du XIXe siècle. À proximité se trouve la provisorerie (Rectoría), dont les bureaux ont gardé le papier-peint et le parquet de chêne d’origine. Une fois franchi ce « secteur noble » de l’édifice, on accède au secteur étudiant, où les murs sont revêtus d’un caractéristique carrelage vert.

## Anciens élèves illustres
- Abel Cháneton, juriste et historien
- Agustín Pedro Justo, président de la Nation 1932-1938
- Alberto Kornblihtt, biologiste moléculaire, chercheur
- Alberto Manguel, écrivain, bibliophile, journaliste, essayiste
- Alfredo Colmo, juriste
- Ana Katz, metteur en scène de cinéma
- Andrés Larroque, homme politique, secrétaire général de La Cámpora, député national
- Ángel Gallardo, scientifique, ministre des Affaires étrangères (1922-1928)
- Aníbal Ponce, écrivain, psychologue et homme politique marxiste
- Antonio Dellepiane, docteur en droit, universitaire, historien et juriste
- Aristóbulo del Valle, avocat et homme politique. Cofondateur de l'Union civique radicale.
- Axel Kicillof, économiste, enseignant. Actuel vice-ministre argentin de l'Économie
- Baldomero Fernández Moreno, écrivain
- Baldomero Sommer, médecin, pionnier en dermatologie et hygiéniste
- Belisario Roldán, écrivain et homme politique
- Bernardo Houssay, prix Nobel de médecine (1947)
- Bruno Stagnaro, cinéaste
- Calixto Oyuela, écrivain
- Carlos Corach, homme politique, ministre de l'Intérieur sous la présidence de Carlos Menem
- Carlos Ibarguren, juriste, homme politique et historien, ministre de la Justice et de l'Instruction publique (1912-1914)
- Carlos Mugica, prêtre et acteur social urbain, assassiné par la Triple A
- Carlos Pellegrini, président de la Nation argentine (1890-1892)
- Carlos Saavedra Lamas; ministre de la Justice et de l'Instruction publique (1915) et des Affaires étrangères (1932 - 1938), prix Nobel de la paix
- Carolina Varsky, avocate du Centro de Estudios Legales y Sociales (CELS)
- Cecilia Braslavsky, éducatrice, directrice du Bureau international de l'Éducation de l'UNESCO (2000-2005)
- Claudia Brant, musicienne, compositrice, lauréate de plusieurs Grammy Awards.
- Claudio Gabis, musicien, compositrice et pédagogue
- Claudio Lozano, économiste et homme politique
- Daniel Paz, dessinateur humoriste
- Diego Peretti, acteur et psychiatre
- Eleodoro Lobos, juriste
- Enrique Larreta, écrivain
- Enrique Petracchi, avocat, membre de la Cour suprême de Justice de la Nation depuis 1983
- Ernesto Deira, peintre
- Ernesto Quesada, avocat, écrivain et historien
- Estanislao Zeballos, juriste
- Eugenio Cambaceres, écrivain
- Felipe Solá, gouverneur de la province de Buenos Aires (2001-2007)
- Fernando Luis Abal Medina, fondateur de Montoneros
- Fernando Nottebohm, biologiste, ornithologue
- Feliciano Antonio Chiclana, membre du Premier Triumvirat
- Florencio Escardó, médecin, écrivain
- Guillermo Rawson, médecin, hygiéniste et statisticien. Ministre de l'Intérieur en 1862
- Gustavo Sosa Escalada, écrivain, mathématicien et musicien paraguayen
- Hernán Charosky, avocat, sociologue et directeur exécutif de Poder Ciudadano
- Hernán Lombardi, ingénieur, entrepreneur et homme politique
- Hipólito de Villegas, juriste, ministre des Finances du Chili en 1817
- Horacio Verbitsky, journaliste
- Ignacio Pirovano, scientifique
- Jorge A. Bacqué, avocat, membre de la Cour suprême de Justice de la Nation argentine (1985-1990)
- Jorge Álvarez, éditeur et producteur
- Jorge Casaretto, évêque de San Isidro
- Jorge Dorio, journaliste et écrivain
- Jorge Eduardo Rabinovich, biologiste, écologue
- Jorge Taiana, ministre des Affaires étrangères (2005-2010)
- José Ingenieros, médecin, psychiatre, psychologue, pharmacien, écrivain, enseignant, philosophe et sociologue
- José León Suárez, juriste et diplomate
- José Nicolás Matienzo, avocat, doyen de l'université de Buenos Aires et de l'université nationale de La Plata, ministre de la province de Santiago del Estero, juge, membre de la Cour d'appel, ministre de la Cour suprême de Justice de la province de Buenos Aires, procureur général de la Nation, ministre de l'Intérieur argentin et sénateur national
- José Pablo Ventura, militant étudiant, assassiné en 1977
- Juan Bautista Justo, homme politique, fondateur du Parti socialiste argentin
- Juan Bautista Egusquiza, président de la république du Paraguay (1894-1898)
- Juan José Giambiagi, physicien
- Juan Manuel Abal Medina, avocat et homme politique, secrétaire général du Parti justicialiste
- Juan Pablo Varsky, journaliste sportif
- Juan Taratuto, cinéaste
- Julio César Otaegui, juriste et président de l'Académie nationale de Droit et Sciences sociales
- Lalo Schifrin, musicien (Boris Claudio Schifrin à l'état civil)
- Leonardo Moledo, écrivain, journaliste scientifique et mathématicien
- Lucio V. López, écrivain
- Luis Agote, médecin, précurseur des transfusions sanguines
- Luis Caffarelli, mathématicien
- Luis María Drago, juriste
- Macedonio Fernández, écrivain
- Manuel Antín, cinéaste
- Manuel Belgrano, avocat, militaire et homme politique, concepteur du drapeau national de l'Argentine
- Manuel Carlés, avocat et homme politique d'extrême droite
- Manuel Mendanha, artiste plasticien
- Marcelo Torcuato de Alvear, président de la Nation argentine (1922-1928)
- Marco Denevi, écrivain
- Marcos Novaro, sociologue, professeur d'université
- Marcos Mayer, écrivain et journaliste
- María Abadi, actrice, fille du psychanalyste José Eduardo Abadi
- Mariano Moreno, avocat, journaliste et révolutionnaire, membre de la Première Junte
- Mario Firmenich, fondateur de Montoneros
- Mario Mactas, journaliste
- Mario Rabey, anthropologue et figure de la contre-culture des années 1960
- Mario Roberto Álvarez, architecte
- Mario Sáenz, juriste, doyen de la faculté de droit de l'université de Buenos Aires (1921-1923)
- Marta Inés Waldegaray, PU enseignant-chercheur, doyenne de la faculté des Lettres et Sciences Humaines de l'université de Reims Champagne-Ardenne
- Martín Caparrós, journaliste et écrivain
- Martín García Mérou, écrivain, critique, homme politique et diplomate
- Martín Lousteau, économiste, ministre de l'Économie de la Nation (2007-2008)
- Martiniano Molina, illustre cuisinier
- Miguel Ángel Virasoro, physicien
- Miguel Cané, écrivain et homme politique
- Miguel Mariano de Villegas, juriste, syndic de la Première Junte et doyen du Tribunal suprême de Justice en 1837
- Miguel Peirano, économiste, ministre de l'Économie de la Nation (2007)
- Nicasio Oroño, juriste et homme politique ; gouverneur de la province de Santa Fe (1864-1868)
- Nicolás Barrios Lynch, éducateur et fondateur des Bibliotecas Rurales Argentinas
- Nicolas Entel, réalisateur de cinéma
- Nicolás Repetto, homme politique socialiste
- Norberto Piñero, avocat et homme politique, ministre des Finances sous la présidence de José Figueroa Alcorta
- Nik, dessinateur humoriste
- Otto Krause, ingénieur et pédagogue, fondateur de la première école technique d'Argentine
- Pablo Kleinman, entrepreneur, journaliste et homme politique aux États-Unis
- Pedro Goyena, avocat, écrivain et homme politique
- Pepe Eliaschev, journaliste et écrivain
- Pilar Calveiro, chercheuse argentine
- Rafael Obligado, écrivain
- Ricardo Güiraldes, écrivain
- Roberto Alemann, économiste, deux fois ministre argentin de l'Économie, ambassadeur aux États-Unis
- Roberto Repetto, juriste, membre de la Cour suprême de Justice de la Nation (1923-1946) et président de celle-ci à partir de 1932
- Rodolfo Rivarola, sociologue et juriste
- Rolando Hanglin, journaliste
- Roque Sáenz Peña, président de la Nation argentine (1910-1914)
- Rudy, humoriste et écrivain
- Salvador Mazza, médecin et chercheur sur la maladie de Chagas
- Tomás Le Breton, avocat, homme politique et diplomate
- Tomás de Anchorena, avocat et homme politique
- Tulio Halperín Donghi, historien, réformiste universitaire (1955-1966), (UBA ; Universite de Berkeley, UTDT)
- Vicente Faustino Zazpe, archevêque de l'archidiocèse de Santa Fe
- Vilma Ibarra, sénatrice et députée nationale